# Utrechtska zveza (1579)
Utrechtska zveza (1579) je zveza severno-nizozemskih provinc, ustanovljena 23. januarja 1579 v Utrechtu z namenom, da se politično in vojaško bolje organizirajo v osamosvojitveni vojni proti Špancem; zveza je temelj kasnejše zveze sedmih nizozemskih provinc, imenovanih tudi Republika Nizozemska.

## Nastajanje zveze
Leta 1579 se je s prihodom nove španske vojske, ki ji je poveljeval Aleksander Farnese, vojvoda Parmski, povečala vojaška ogroženost provinc. Flandrija in Brabant, tradicionalno najbogatejši južni provinci, sta bili pripravljeni poskrbeti predvsem za lastno zaščito, medtem ko so bile za Holandijo strateško pomembnejše utrdbe na vzhodni meji, v Gelderlandu in v Overijssel. Ta različnost interesov je bila najpomembnejši razlog za ustanovitev utrechtske zveze.
Zgodnji osnutek zveze sta zasnovala pozno poleti 1578 Ivan VI. Nassavsko-Dillenburški, stadhouder v Gelderlandu, skupaj z advokatom utrechtske skupščine (z imenom Foria Tin). Zveza naj bi povezala vse severne province, vključno Drenthe in deželo Lingen, ne pa južnih provinc. Namen je bil oblikovati severno obrambno strukturo, ki bi jo vodila Holandija in ne skupščina v Antwerpnu.
Osnutek se je od vsega začetka srečeval tako z odločno podporo kot s trdovratnim odporom. Med zadržki je bilo najpomembnejše dejstvo, da bi ustanovitev severne zveze dokončno razdvojila ozemlje španskih provinc. To je bil tudi razlog, da je Viljem I. Oranski v začetku ni podpiral. V osnutku ni bilo govora o prepovedi katoliškega bogoslužja (pač pa o svobodi vesti), a že samo sodelovanje Holandije in Zelandije je napovedovalo konec religioznega miru, za katerega se je zavzemal Viljem I. Oranski.
Končno so razpravo o utrechtski zvezi v prid sklenitve prevesile najjužnejše province (Artois, Hainault, Douai), ki so 6. janurja 1579 sklenile arraško zvezo, s katero so se, za povrnitev starih privilegijev, odpovedale bojevanju proti Španiji in priznale katolištvo kot edino dovoljeno vero. V odgovor so 23. januarja 1579 severne province Holandija, Zelandija, Utrecht in Groningen (brez mesta Groningen) podpisale pogodbo o utrechtski zvezi. Aprila se jim je pridružil še Gelderland. Viljem I. Oranski, ki si je dotlej v Antwerpnu še vedno prizadeval za enotnost Nizozemske, je pogodbi pridal svoj podpis 3. maja 1579, potem ko so se v aprilu arraški zvezi dokončno priključile tudi valonske mestne grofije Lille, Douai in Orchies (ki so dotlej še simpatizirale s severom). S tem je bila delitev na dve Nizozemski odločena.
Kasneje v letu 1579 in v letu 1580 so se utrechtski zvezi priključili še provinca Frizija, mesto Groningen, gospostvo Drenthe ter flandrijska in brabantska mesta Breda, Antwerpen, 's-Hertogenbosch, Lier, Brugge z okolico, Ieper, Gent in Bruselj.

## Bistvo dogovora
Utrechtska zveza je bila zasnovana kot zveza suverenih provinc, ki so se dogovorile, da bodo samo na nekaterih (točno določenih) področjih prepustile svoje suverene pravice Zvezi; ta področja so bila predvsem obramba, pobiranju davkov za obrambo in zunanja politika. Predvideno je bilo, da bo zvezna skupščina sprejemale odločitve le soglasno in da Zveza ne bo delovala kot federacija ampak kot konfederacija.

## Delovanje v praksi
V praksi se je potem pokazalo, da so bila prvotni načrti preveč akademski. Uveljavilo se je pretežno večinsko odločanje. Redko se je zgodilo, da bi bil pomemben sklep sprejet brez glasov proti. Zvezna skupščina je odločala o veliko večjem naboru tem, kot je bilo prvotno mišljeno, tudi o regulaciji plovbe, upravljanju zasedenih ozemelj, cerkvenih vprašanjih, kolonialnih širitvah itn. Suverenost, zlasti manjših provinc, se je dosledno izvajala le ob formalnih in ceremonijalnih priložnostih. Dejansko je svoje suverene pravice uveljavljala lahko le najmočnejša Holandija (ki je v zvezni proračun prispevala 60% sredstev) ostale province pa so ji bile bolj ozemlje, potrebno za obrambo in ekonomsko ozadje.
Zveza je z na novo pojavljajočimi se okoliščinami svoje institucije dopolnjevala in izpopolnjevala. Leta 1581 se je uradno odrekla pokroviteljstvu španskega kralja Filipa II. Od leta 1588 je delovala brez zunanjega pokrovitelja. Leta 1594 je z osvoboditvijo ozemlja province Overijssel dosegla končno število sedmih članic, ki so imele vsaka delegacijo in po en glas v zvezni skupščini, to so bile: Holandija, Zelandija, Utrecht, Gelderland, Frizija, Groningen in Overijssel. Republika je vključevala še gospostvo Drenthe, ki je bilo tako revno, da ni plačevalo davkov in ni imelo svoje delegacije v zvezni skupščini, in obmejna ozemlja, ki so imela predvsem obrambno vlogo in ki jih je upravljala Zveza neposredno.